# 流星とバラード
「流星とバラード」（りゅうせいとバラード）は、2010年1月27日に cutting edgeから発売された東京スカパラダイスオーケストラの32枚目のシングル。

## 概要
- デビュー20周年、2010年のシングル。
- 2006年発売シングル「星降る夜に」以来となるゲストボーカルを迎えた。そのボーカリストは2002年にリリースされたシングル「美しく燃える森」に参加した奥田民生。
- オリコン週間チャートTOP10ランクインは「銀河と迷路」以来約7年ぶり。

## タイアップ
流星とバラード
- トヨタ自動車「ヴァンガード」CMソング
- テレビ東京系「JAPAN COUNTDOWN」オープニングテーマ

Castillo de Ainsa
- レコチョクCMソング

## 収録曲
（全編曲：東京スカパラダイスオーケストラ）
1. 流星とバラード
  - 作詞：谷中敦／作曲：川上つよし
2. Castillo de Ainsa
  - 作曲：北原雅彦
3. 流星とバラード -instrumental-

## 収録アルバム
流星とバラード
- 『WORLD SKA SYMPHONY』（2010年3月10日）
- 『The Last』（2015年3月4日）
- ベスト『TOKYO SKA TREASURES 〜ベスト・オブ・東京スカパラダイスオーケストラ〜』（2020年3月18日）